# Egered
Egered va ser un religiós del regne visigot, bisbe de Salamanca entre ca. 640 i ca. 660.
Va ser bisbe de Salamanca durant els regnats de Khindasvint i Recesvint. El nom d'aquest prelat consta en el VII Concili de Toledo (646), que va comptar l'assistència de 30 bisbes de totes les províncies d'Hispània, va concórrer amb el seu metropolità de Mèrida, Oronci, i sembla que Egered tenia certa antiguitat, doncs en les llistes de subscripcions, doncs precedeix a onze bisbes, pel que Flórez creu que va ser consagrat vers l'any 640. El seu pontificat va ser molt més llarg que el de l'anterior, tenim constància de la seva presència també al VIII (653) i X Concilis de Toledo (656). Per tant, va estar més de deu anys al capdavant de la diòcesi, si bé després del desè concili no se'n tenen més notícies, i per això es creu que va morir vers el 660 i el va succeir Just.